# La rosa tatuada (obra de teatro)
La rosa tatuada es una obra de Tennessee Williams. Se estrenó en Broadway en 1951, y se adaptó al cine en una película homónima de 1954.

## Argumento
Cuenta la historia de Serafina delle Rose, una viuda italoestadounidense afincada en el estado de Luisiana que decide retirarse del mundo tras la muerte de su marido, y espera que su hija haga lo mismo.

## Representaciones

### Representaciones en inglés
- Martin Beck Theatre, Broadway, 3 de febrero de 1951. (Estreno).
  - Dirección: Daniel Mann
  - Intérpretes: Maureen Stapleton, Eli Wallach, Martin Balsam, Daisy Belmore, Don Murray, Sal Mineo.
- Billy Rose Theatre, Broadway, 1966.
  - Intérpretes: Maureen Stapleton, Harry Guardino, Jo Flores Chase, Elena Christi.
- Circle in the Square Theatre, Broadway, 1995.
  - Intérpretes: Mercedes Ruehl, Anthony LaPaglia, Jackie Angelescu, Catherine Campbell.

### Representaciones en castellano
- Teatro Infanta Beatriz, Madrid, 12 de marzo de 1958. Estreno en España.[2]
  - Adaptación: Antonio de Cabo y Luis Sáenz.
  - Dirección: Miguel Narros.
  - Decorados: Francisco Gago.
  - Intérpretes: María Arias, Ramón Corroto, Julieta Serrano, Adela Carboné, María Cañete, Carmen López Lagar, Maruja Recio, Alicia Agut, Miguel Palenzuela.
- Teatro Principal (Zaragoza), 1998.[3]
  - Adaptación: Vicente Molina Foix.
  - Dirección: José Carlos Plaza.
  - Intérpretes: Concha Velasco, Fidel Almansa, Yolanda Farr, Pilar Bayona, Tina Sáinz, Luis Rallo, Cristina Arranz, Paco Morales, Amparo Gómez, Elisa Martínez Sierra.
- Teatro María Guerrero, Madrid, 2016.[1][4]
  - Versión y dirección: Carme Portacelli
  - Intérpretes: Aitana Sánchez-Gijón, Roberto Enríquez, Jordi Collet, David Fernández “Fabu”, Alba Flores, Gabriela Flores, Ignacio Jiménez, Paloma Tabasco y Ana Vélez.

### Representaciones en otros idiomas
- Rideau de Bruxelles, Bruselas, 1952. Estreno en francés, con el título de La Rose tatouée.
  - Dirección: Maurice Vaneau
  - Intérpretes: Irène Vernal.
- Théâtre Gramont, París, 1953. 
  - Dirección: Pierre Valde.
  - Escenografía: Georges Annenkov
- Théâtre municipal, Lausana, 1966.
  - Dirección: Pierre Valde.
  - Intérpretes: Lila Kedrova.
- Teatro Stabile delle Marche, 1996.En italiano, con el título de La rosa tatuata.
  - Dirección: Gabriele Vacis.
  - Intérpretes: Valeria Moriconi, Massimo Venturiello.

## Premios
- Premio Tony a la Mejor Obra.
- Premio Tony al Mejor Actor – Eli Wallach
- Premio Tony a la Mejor Actriz – Maureen Stapleton
- Premio Tony a la Mejor Escenografía – Boris Aronson